# Jack Kingston
John Heddens "Jack" Kingston, född 24 april 1955 i Bryan, Texas, är en amerikansk republikansk politiker. Han representerade delstaten Georgias första distrikt i USA:s representanthus 1993–2015.
Kingston avlade 1978 kandidatexamen i nationalekonomi vid University of Georgia. Han var sedan verksam inom affärslivet innan han blev politiker.
Kongressledamot Lindsay Thomas kandiderade inte till omval i kongressvalet 1992. Kingston vann valet och efterträdde Thomas som kongressledamot i januari 1993. Han omvaldes tio gånger. 
I mellanårsvalet i USA 2014 kandiderade Kingston till USA:s senat men besegrades i republikanernas primärval av David Perdue.